# 不良番長
『不良番長』（ふりょうばんちょう）は、1968年から1972年までシリーズ化された日本映画。主演：梅宮辰夫、製作：東映東京撮影所、配給：東映。全16作品が製作された東映の最長シリーズ作である。

## 解説
当時の東映常務取締役兼企画製作本部長・岡田茂（のち、同社社長）が、梅宮辰夫を売り出すため、マーロン・ブランドの主演映画『乱暴者』（1953年）や、ロジャー・コーマン監督・ピーター・フォンダ主演でアメリカの暴走族（モーターサイクルギャング）ヘルズ・エンジェルスの生態を描いた『ワイルド・エンジェル』（1966年）などをヒントに、日本でもオートバイを駆使した不良映画を製作しようと企画した。『不良番長』という題名も岡田の命名。吉田達プロデューサーも野田幸男もインテリで、当時は「スゴイ題名だな」と抵抗があったという。1968年夏、梅宮は吉田達と一緒に岡田に呼び出され、「今度『不良番長』ってやつ、俺が考えたから。お前にピッタリの役だから。いや、お前にしかできない役と言った方がいい。吉田に企画もお前も預けたから、頑張ってやってくれと言われた」などと話している。
東映ニューフェース（1958年）としてデビューしながら、今ひとつ伸び悩んでいた梅宮は、本シリーズで新しい不良イメージを確立した。シリーズ作品のほとんどが、当時全盛期にあった東映の任侠映画と併映されたが、それらとは異なり、シリーズ初期は勧善懲悪ものの要素は薄く、主人公の神坂弘及び彼が率いる不良グループ「カポネ団」の面々の、己の快楽や欲望を満たすためにレイプ、詐欺、恐喝、売春業の斡旋、ブルーフィルム製作等の悪事に手を染めるといった性格描写が、社会的アウトローのヤクザでありながら「正義感に篤く己の美学を貫くために悪事を許さない」勧善懲悪の形式に基づいた他のヤクザ映画の主人公たちと一線を画していた。
そのため、シリーズ初期においてはクライマックスの敵ヤクザとの抗争も、「堅気の人間を守る」、「仁義を貫く」、「恩人の仇討ち」、「理不尽な仕打ちに対する反抗」といった従来の作品に見られるヒロイズムに徹した観念は薄く、「仲間の敵討ち」もしくは「敵ヤクザとの利権争い」という側面を強調している。アクションは主人公が現代でいう暴走族に該当する設定から、バイクアクションを基本としており、アクション面でも他の作品との差別化を図っていた。
しかしながら、シリーズも回を追う毎に、当初の殺伐とした作風から、随所に下ネタやギャグ、社会風刺パロディを盛り込んだ方向性へと転換し、主人公たちの性格も当初の反社会的なダークヒーローとしての側面は薄まり、他のヤクザ映画作品の主人公同様の人情路線に、社会の底辺を生き抜くしたたかさや滑稽な側面を加味した性格へと変遷していき、結果的に作品全体のカラーが序盤と終盤では大幅に変更されたものとなった。シリーズ終盤では「四十になっても番長だ！」という名ゼリフが吐かれた。
全体的なカラーの変更に最も影響を与えたのは『送り狼』から参加した山城新伍で、このシリーズを通して披露された並外れたコメディリリーフぶりは、山城自身のターニングポイントともなった。
梅宮辰夫が1964年の『暗黒街大通り』までの硬派な役から突如、プレイボーイ、女を泣かす役に変身したのは『暗黒街大通り』の後の『悪女』（1964年）からであるが、この方向転換を発案したのも岡田茂である。岡田は普段の梅宮をちゃんと観察していて、梅宮の日常生活に近い役を当てた。「今度こういう台本でやってくれと言われた時、毎日の俺と同じじゃねえかって。特に抵抗はなかった」、「自分でも俺のために用意された役だ、正に俺にしかできない役だ」と大喜びし、俄然やる気も増して「東映東京は俺一人で背負って立つ
という自覚も芽生えた」などと梅宮は話している。「夜の青春シリーズ」「夜の歌謡シリーズ」などを挟んで「不良番長シリーズ」に至った。1972年にクラウディア・ヴィクトリアと再婚し、梅宮アンナが産まれ、アンナを溺愛して撮影所でおしめを交換していたら、岡田から「ちょっと来い!」と呼び出され「お前何考えてんだ、プレイボーイの役やる人間が赤ん坊のおしめ換えてるんじゃないよ!　監督が怒ってあいつじゃ撮らないって言ってるぞ」と言われ1本映画が流れたことがあるという。

## 後続作品への影響
梅宮自身、「みなさんの中で役者・梅宮辰夫は『仁義なき戦い』の印象が強いかもしれないけど、僕の真髄は不良と女たらしを兼ねた『不良番長シリーズ』なんですよ」などと話すため、映画の性格を誤解されがちであるが、本シリーズは、不良グループ映画／番長映画／愚連隊映画／ヤンキー映画／暴走族映画／バイカー映画として元祖的作品である。
　
不良グループ映画
不良をテーマにした映画は、特に日活が得意としたジャンルで、これ以前から多いが、本作のようにアメリカの暴走族映画、バイカー映画をヒントに製作された作品は、日本では本作が最初。タイトルに"番長"と付けられた映画も本作が最初で、"不良グループ"を描いた映画も、この映画を切っ掛けに東映を始め、各社で多数製作された。
スケバン映画
本作以降、男の番長よりも、女の番長を主人公とする、いわゆる"女番長（スケバン）映画"が1970年代前半に一大ブームとなった。この"女性版不良番長／女番長映画"を最初に作ったのは東映ではなく日活で、1969年長谷川照子主演『女番長　仁義破り』を製作した。タイトルに"女番長"と付いた映画も『女番長　仁義破り』が初。1970年、大映が南美川洋子主演で『高校生番長』を、日活も長谷部安春監督・和田アキ子・梶芽衣子主演で『女番長 野良猫ロック』を同年、同じ5月2日に公開し、どちらもシリーズ化して突如"女番長ブーム"が起きた。『女番長 野良猫ロック』のヒットは、併映が『ハレンチ学園』だったからという見方もある。この『野良猫ロック』シリーズは、出演者がバイクやバギーに乗る設定が『不良番長』からの影響が見られる。大映、日活だけに儲けさせておくわけにはいかんと、東映は同年6月13日、京都撮影所で大原麗子、夏純子、市地洋子主演で『三匹の牝蜂』を製作公開。東映の"女番長映画"も岡田茂企画のこれが最初。また東京撮影所で、同時期『不良番長』にも出演した大信田礼子を主演に『不良番長』のスピンオフ企画として『ずべ公番長 夢は夜ひらく』（9月22日公開）を第一作に『ずべ公番長』をシリーズ化、東西の撮影所で別々の女番長映画を製作した。「ずべ公番長シリーズ」は、毎回ズベ公達が刺激的な服装で登場する点で、コスプレものの元祖という評価もある。東映の女番長映画は、岡田が「石井輝男のエログロ映画が終わり、ヤクザ映画以外にもう1本ラインがないと興行が弱い、若者のラインを何とか確立したい」と号令してシリーズ化させた。岡田は"牝蜂"という言葉が好きで、『三匹の牝蜂』の続編も岡田が命名した『牝蜂の逆襲』というタイトルで製作を進めていたが、監督の鈴木則文が当時の取材中に耳にした"すけばん"という言葉の鮮度は捨てがたいと"女番長"と書いて"すけばん"と読ませることを発案し『女番長(すけばん)ブルース 牝蜂の逆襲』（1971年10月27日公開）というタイトルに変更した。映像作品のタイトルに"すけばん"という言葉が使われたのはこの映画が最初。"すけばん／スケバン"という言葉はそれまでまだ一般的には知られていなかった。この池玲子を主演とする『女番長(すけばん)ブルース 牝蜂の逆襲』が『女番長シリーズ』第一作とされているが、すけばん"を片仮名表記の"スケバン"に変更したのは、1972年8月公開のシリーズ三作目の『女番長(スケバン)ゲリラ』で、片仮名表記の"スケバン"とタイトルに付けられたのも本作が最初。東映以外の女番長映画は案外露出度は低かったが、東映の本シリーズは主演の池玲子が初のトップレス番長を演じ巨乳を披露した。本シリーズは完全なバイカー映画で、『不良番長』の女性版という趣だった。1973年1月13日公開されたシリーズ四作目『女番長 スケバン』が、『仁義なき戦い』1作目との併映。間もなく大映が消滅し日活もロマンポルノに移行するため、東映のみで「スケバン映画」が、池玲子や杉本美樹、山内えみこらの主演で製作が続き、内藤誠監督の1977年『地獄の天使 紅い爆音』で1970年代の「スケバン映画」は終了したとされる。その後「スケバン映画」は、1975年に連載が始まった和田慎二の漫画『スケバン刑事』を実写化したスケバン刑事#実写化作品が1980年代後半に東映でテレビドラマ化、映画化され大ブームを起こした。
暴走族映画
梅宮は「四輪バギーを日本の映画でいち早く登場させたのも『不良番長』なんだよ。岩城滉一や舘ひろしの暴走族映画は僕らの後。俺たちが日本のバイクムービーの先鞭をつけたのは間違いない」と述べている。暴走族映画は同じく東映が1970年代後半、キャロルの親衛隊だったクールスに在籍していた岩城滉一をスカウトして、岩城主演で『爆発! 暴走族』（1975年）など4本、舘ひろし主演で『皮ジャン反抗族』（1978年）など4本の暴走族映画を製作した。舘はこの時期、岡田社長に誘われ東映に籍を置いていた。岩城の『爆発!暴走族』は、ブラックエンペラーやジェロニモなど、実際の暴走族が登場する最初の商業映画と見られる。不良番長シリーズ』の影響下にあり、1980年前後に最盛期を迎えた暴走族に先立つ1970年代に孤立する作品群である。舘主演の映画は『不良番長シリーズ』のようなエロ要素はなく、黙々とオートバイを偏愛する姿が描かれる。またそれまでの映画の役柄のため、俳優がバイクを練習したというのではなく、実際のバイカーをスカウトして映画俳優にしたという特徴を持ち、これらシリーズの功績として、不良性感度の高い若者がストリートで注目を浴び、やがて芸能界に進む今日続く道程を作ったことが挙げられる。1980年代以降は、暴走族漫画が大人気となり、これを実写化するケースが増え、今日までそれは続いている。暴走族漫画が現れるのは1980年代以降であるため、それまでは映画、特に東映がこのジャンルをリードしていた。
ヤンキー映画
ヤンキー映画と呼ぶべき最初の映画は、きうちかずひろの漫画を東映系のセントラル・アーツが映画化した『ビー・バップ・ハイスクール』（1985年）といわれる。『ビー・バップ・ハイスクール』は、"喧嘩に明け暮れる不良少年もの"というコンセプトが『不良番長シリーズ』の影響下にある。東映の不良性感度は夜のネオン街からスケバン、そしてヤンキーへと流れていった。

## 逸話

### 製作に関して
- 岡田茂映画本部長（当時）は東映東京撮影所所長時代の1962年から1963年に敷いた「東映ギャング路線」の成功に貢献してくれたフリーの井上梅次監督の招聘を決め[5][56]、既に井上に頼んでいたが[5][56]、プロデューサーの吉田達が「井上さんだと演出250万円、脚本150万円の計400万円とられますよ。本部長は2400万円で作れって言いますけど、監督に400万円も取られたら出来ません。（東映）社員の野田幸男なら15万円で済みますよ」と進言し、岡田が「よし、じゃあ野田でいけ」と監督が野田に変更になった[1][5][56][57]。2400万円という製作費は全16本とも同じで[1]、当時の東映でも最低の予算だった[1]。梅宮のギャラは推定70万円[1]。野田は岡田に東映本社に呼ばれ「お前も助監督を10年もやったんだから多少は映画のことも分かってきたやろ。梅宮主演で『不良番長』をやるからすぐに『地獄の天使』を観て来い!」と言われ、慌てて電車に乗り、場末の汚い小屋（映画館）に掛かっていた『地獄の天使』を観た[1]。野田は「クランクインが迫っていて、僕は何人かの有名監督に断られた最後のピンチヒッターだった」と話している[1]。いずれも監督デビューだった野田幸男が11本、内藤誠が5本、脚本は全作、松本功、山本英明のコンビが担当した[1]。
- 吉田は岡田から「梅宮を二軍のエースにしろ」と指示された[56]。『不良番長』には東映の一軍俳優は出ていない[56]。野田は吉田に「岡田さんに言うようにやったらダメですよ。ムチャクチャいきまひょか! 谷岡ヤスジみたいな方向性で行きまっせ!」と言い、吉田はそれを了承[56]。梅宮にも「岡田さんに怒られてもいいから、ムチャクチャにやろう!」と焚き付け、作品は段々ムチャクチャになっていった[56]。吉田と梅宮は「『不良番長』の成功の因は、関西出身の野田さんがえげつない関西イムズを持ち込んだからだと思う」と述べている[1]。野田と吉田はお客を笑わせようと必死で、毎回映画館にお客の笑いをチェックに行った[1]。岡田は『乱暴者』のマーロン・ブランドのような、もっと渋くてカッコいい梅宮を想定していたから[56]、一作目を観て「何じゃこりゃ!」と言った[56]。一作目のシナリオには岡田からダメ出しも食らっていたが[56]、三作目くらいまで行ったら営業が「お客さん、皆『不良番長』が良いと言っています」と岡田に報告し、岡田から「どんどん行け！！」と指示が飛び、長期シリーズが決定した[56]。タイトルの『不良番長』も当時の主婦連の「良くない映画タイトル」ワースト1に選ばれ[4]、「不良性感度」を標榜する岡田はそれを自慢していたという[4]。
- メインのシナリオライター・松本功、山本英明は共同でシナリオを執筆する人で、内藤誠、山口和彦、中島貞夫らが東映同期入社の「花の8期」[4]。松本と山本は任侠映画のシナリオをたくさん書いた[4]。任侠映画のサブタイトルに使われた「死んで貰います」という名台詞は「僕らが考えた」と話している[4]。「悪が生き残って、成功した映画はない」という岡田の名言もあり[4]、『不良番長』でも脚本段階では一応貫かれていた勧善懲悪は、東映任侠映画と共通するもの[4]。シリーズ二作目の『不良番長 猪の鹿お蝶』のみ、凡天太郎の原作クレジットがあるのは「猪の鹿お蝶」というサブタイトルだけを会社が使用したかったため[4]。原作はほとんど使わなかったというが、凡天原作にある「女が男をバッタバッタ斬る」というプロットが製作当時はまだ珍しく、松本は筆も進まず困っていたら、野田監督と矢部恒プロデューサーに粘りの説得を受け、仕方なく山本には相談せず、松本一人で『猪の鹿お蝶』のシナリオをたくさん書いた[4]。
- シリーズは評判がよく、途中で監督が足りなくなり、吉田が岡田に相談したところ「内藤にでもやらせておけば、大丈夫」と言われ、第1作で助監督を務めた内藤誠が第4作『送り狼』で監督デビューを果たした[18][58]。内藤は「他人のシリーズで監督デビューはしたくない」と、せっせとオリジナル脚本を書き、会社に提出していたが[18]、岡田に呼びつけられ、「いろいろゴチャゴチャ本を書いているらしいけど、そうはいかない!『送り狼』でゴーだ！」と言われた[18]。シリーズ中、5作を監督した内藤は「ロジャー・コーマンの『ワイルド・エンジェル』で映画をやるから観て来い」と岡田に言われ、野田幸男と一緒に観に行ったという[10][18]。内藤は当時がもうコーマンばかり観て『白昼の幻想』を観てヒッピー文化を研究し『不良番長　出たとこ勝負』（1970年）の福島県郡山市熱海ロケで「同じように暴走族を100台集めてバイクの集団を走らせた。映画の撮影なのでルールを守って走りましょうと言ったが、誰も守ってくれず、あれで初めてパトカーに連行された」と話している[10][18]。ゴダールやブレッソンなどに心酔する映画青年・内藤は[59]、岡田から「映像で撮るなよ、芝居で繋げ」と何度も注意を受けた[60]。内藤は「映倫スレスレを狙え」と岡田からアドバイスを受けた撮影台本や、『送り狼』の試写を観た岡田から送られて来た書簡を現在も大切に保管している[18]。内藤は岡田から「マーロン・ブランドやロジャー・コーマンを研究しろ」と指示を受けたことから、実際に研究し、1995年に出版されたブランドの自伝『母が教えてくれた歌』の日本語訳を務めている[60]。またコーマン来日時のおりには、コーマンからサインも貰ったという[60]。

### 出演者
- 梅宮辰夫は第一作を作る前に「女優は誰が出るんですか?と聞いたら『大原麗子だよ』と言われた」と話し[14]、大原も出ているが、監督の野田は、「クランクイン前夜遅くまでヒロインが決まらず、夏珠美（藤井珠美）の歯を数時間で歯医者で入れ替えさせるという残忍な離れ業を行いクランクインを迎えた。麻酔で意識が朦朧とする夏をベッドで裸にし、梅宮のリードで濡れ場を撮り、初日の撮影を無事終えた」などと話している[1]。全16本の製作費はすべて当時の東映でも最低の予算2400万円の対策として、安岡力也、克美しげる、久保浩、鈴木やすしら、落ち目の元歌手をギャラを値切り出演させた[1][61]。またシリーズ最終の第16作『不良番長 骨までしゃぶれ』では熊本の企業23社とタイアップを行い[1][61][62][61]、合計400万円のタイアップを勝ち取った[1]。梅宮がサウナに入ったり、屋上を走るのはタイアップ絡みで、このため野田が思うように撮れないと怒っていたという[1]。
- 第1作の他、シリーズ7本に出演する夏珠美は将来を期待されていたが、芸能界のゴタゴタに嫌気がさし、シリーズ終了後間もなく引退した[63]。その後は忘れられた存在になったが、1981年に寺尾聰が「ルビーの指環」などの大ヒットで突如脚光を浴びると「寺尾の元愛人だった」と名乗り出てマスメディアを賑わせた[63]。寺尾とは6年恋人関係にあり、寺尾のブレイク直前まで付き合いがあったが、夏は体が弱く離婚歴もあるため、寺尾からの求婚も断っていた。すると寺尾は1980年12月にあった『西部警察 (PART1)』の九州ロケで知り合った当時19歳のモデル・星野真弓と翌年できちゃった結婚をした。寺尾が当時所属していた石原プロモーションの小林正彦専務は「寺尾もやるのォ」とコメントした[63]。
- 山城新伍は、第4作『送り狼』からの監督・内藤誠が喜劇的な内容にしないと持たないと京都撮影所所属の山城を呼んだ[8][18]。山城も京都撮影所には錚々たるメンバーがいて上が突っかえているが、東京撮影所は手薄と判断して東京に出てきた[6][13]。岡田から「山城新伍の起用は見事であった」とのお墨付きを得て、そのまま東京に居付いた[8][18][20]。アドリブの多いシリーズであるが[18]、特に山城は台本はほとんど読んでいなかったという[18]。
- 安岡力也は、傷害事件で一時芸能界を干されていたが、梅宮の尽力により『不良番長』で芸能界に復帰した[64]。安岡は梅宮を兄貴として慕っていた[26]。
- ひし美ゆり子は1972年、東宝との専属契約が切れ、女優は辞めるつもりでいたが、個人的な記念のつもりで撮ったヌードが「週刊プレイボーイ」に流出した[65]。これを見た各社のプロデューサーから続々出演のオファーが殺到したが、女優は辞めるつもりでいたため、マネージャーもおらず、あまり考えずに最初に連絡があった『不良番長』のプロデューサー・吉田達の誘いを承諾した[65][66]。しかし吉田の誘いの直後、ATGで新藤兼人監督が撮る谷崎潤一郎原作『春琴抄』の主役のオファーがあり、「もうこんな文芸作品のオファーなんか来ないだろうから、ぜひこちらをやりたい」と東映に断りの電話を入れたら、「先に出演依頼をしたのはこっちなんだから、それを断るような不義理をしていると業界生きていけないぞ」と脅かされて結局『不良番長』に出演した（『春琴抄』は渡辺督子主演で『讃歌』というタイトルで映画化）[65]。ひし美は、その後東映で、「東映ポルノ」や「仁義なき戦い#新仁義なき戦いシリーズ」、東映製作のテレビドラマ『プレイガール』などに出演し、ふんだんにヌードを披露した[66]。ひし美は「もし『春琴抄』が実現していたらその後の道も変わってたんでしょうね」と述べている[65]。
- 『送り狼』のヒロインは横山リエがキャスティングされていたが[18]、衣装合わせで内藤と揉め、横山が降板し赤座美代子が抜擢された[4]。
- 和田アキ子は、シリーズ7作目の『一獲千金』（1970年4月18日公開）で映画初出演、2週間後の5月2日公開の日活『女番長 野良猫ロック』で映画初主演した[28]。和田は当時20歳で、梅宮は「あの当時だとまだ女だよね。本当に可愛くて、40年前だと結構色気があったんだよ」と振り返っている[67]。この『野良猫ロック』は1作目のみホリプロの製作だった。テレビ番組で和田の昔の番長時代の話になると、このどちらかの映画の一場面が流れることが多い。
- 最終作『不良番長 骨までしゃぶれ』に出演した太田美鈴は北海道出身で、和田アキ子と同じ、実際に女番長だった人[68]。
- 暇さえあれば女に手を出そうという出演者ばかりで[2]、梅宮は「役者の数だけ女優を揃えてくれ」とプロデューサーに頼んだ[69][70]。シリーズ途中から映画の内容を知った女優のマネージャーたちが、地方ロケがあるとビビって女優を出してくれなくなり、9作目の『暴走バギー団』で、主演女優が見つからず、やむなく「見た目は女の子だから分からないだろ」「カルーセルなら誰も手を出さないだろう」とカルーセル麻紀を抜擢した[2][71]。カルーセルは梅宮らと六本木の飲み仲間で、「私の仲間（六本木のお吉）が『網走番外地』に出ている。私も出たい」と売り込みがあった[72]。カルーセルは「ズバリ脱いであげる。監督さん遠慮なさらないでね」と内藤監督に言ったが、映倫関係がややこしくなるのでハードなシーンは撮らなかった[72]。さらにピーターも出演した[2][72]。男連中はカルーセルやピーターにも迫ったといわれる[70]。逆にカルーセルは照明のお兄さんをみんな食ったともいわれる[70]。
- 山城は「東映はアナーキー過ぎて面白かったね。あんなこと他の会社じゃ出来なかっただろうね。東映の女優は片っ端からやりましたよ。だって岡田社長からして、東映に女優が入って来たら『誰が最初にイケるか。若山かなあ。梅宮も頑張るぞ！』などとトトカルチョやってました(笑)。それをヨイショする奴が『社長！社長のおっしゃる通り、やっぱり梅宮でした』とかやってた(笑)。松竹あたりだと、そんなヤツは干されるんだけど、こっちは『ヤッたもんが偉い』って会社だったからね。そんな時代だもん。そりゃあ女優なんか育ちませんよ。藤純子（富司純子）だけですよ、ちゃんと女優になったのは。あの親父は東映のプロデューサーだし、誰も手を出せないからすぐスターになっちゃった」などと述べている[70]。
- 梅宮は梅宮で、カルーセル麻紀が性転換した後に「処女を俺にくれ」と何度も電話をしてきたという[61]。また『不良番長』に出演したある新人女優の芸名がダサく「芸名を付けてくれ」と言われたから、手近なとこで銀座のクラブにいた好きなホステスの源氏名から取って芸名を付けてあげたら、何日かしてその女優から「うちの母が何か梅宮さんにお礼をしなさいと言っているので、何をしたらいいでしょうか?」と言うので、梅宮が「やらせろ」といってヤッた[13][61][73]。しばらくすると初めてあそこに違和感があり、谷隼人に聞いたら「先輩、それは淋病です」というので、撮影所近くの病院で淋病の薬を貰い、一安心して酒を飲んでいたら山城新伍が来て「ここの具合がおかしくないか?」と言うので、「何でお前が知ってるんだ」と問い詰めたら「俺もあの子とヤッた」と白状した[13]。山城は一部始終を知っていてその女優に「辰っちゃんと俺が一緒に名前を考えたんだ」と言ったという[13][74]。

### 撮影・興行に関して
- シリーズ大半は、任侠映画との併映で全てが大ヒットだったため、梅宮自身「『不良番長』がヒットしていたかどうかは分からない」と話している[16]。

### 音楽など
- 1971年公開の第12作『不良番長 手八丁口八丁』公開時の作品紹介に「劇中、ピーターの歌う『恋する者たちよ』が流れるが、これは主題歌ではなく挿入歌というあれ。近ごろアメリカ映画などで盛んに用いられるテだ」と書かれており[75]、日本映画で挿入歌が使用された最初期のものかも知れない。

### 終了経緯
- プロデューサーの吉田達は、「不良番長シリーズ」は、岡田には「よう出来た、オモロイなー!」と手を叩いて喜んでもらえたが、他の重役や良識を持ったスタッフからは嫌がられ、俊藤浩滋には「“不良番長”なんか作ってたらロクなプロデューサーにならないぞ!と言われた」と話している[10]。吉田は「ロクでもないプロデューサーでいいですから」と言い返した[18]。
- 最終作『不良番長 骨までしゃぶれ』公開時の文献に「梅宮らの好調シリーズ早くも16発目」と書かれたものがあるため[68]、16作目の公開後に終了が決まったものらしい。シリーズが16本で終了した理由は、監督の野田と内藤が二人ともシュールレアリスムが好きで、2人で競ってムチャクチャをエスカレートさせたこと[18]、8作目の『出たとこ勝負』の後、最初は褒められていた岡田から内藤が呼び出され、「お前はとかくカメラを振り回したり、技巧に走りすぎる。東映ドラマは人間ドラマでいけ」などと説教を受け[18]「不良番長シリーズ」の監督を降ろされ、「これからはお前にそういう作品を回す」と言われ「帝王シリーズ」と『夜のならず者』の監督に回されたこと[18]、『骨までしゃぶれ』の後、『仁義なき戦い』の大ヒットで実録路線が敷かれ、主要キャストが京都撮影所の深作組に取られたことが原因[18][76]。内藤は「岡田さんはすでに私の資質を見抜いていた」と話しているが[77][78]、「当時は社員監督だから、そういう指示に従わなくちゃいけないわけ。本当はまだ"不良番長"をやりたかったんだけど」などと話している[18]。不良番長の新作として、『せんせい』（1989年、松竹）の前後辺りで山城から依頼され、山城からポケットマネーのギャラを貰い、『帰ってきた不良番長』という脚本を書いていつでも撮れる用意はしてあったが[8][79]、2009年の山城、2019年の梅宮の死で消滅した。
- シリーズ番外編として『極道VS不良番長』があるのは、若山富三郎が『不良番長』のファンで[18]、撮影をよく覗きに来て、内藤誠に「俺を出せ」と働きかけていて、『極道VS不良番長』の製作経緯は内藤は知らないが「『極道VS不良番長』は若山さんのアイデアだと思う」と話している[18]。岡田から「ストーリーは大事にしろ」と言われていたため内藤がツッパね、「あなたが出るとストーリーが変わるから」と若山の出演はずっと断っていたという[18]。

## シリーズ

### 不良番長
1968年 10月1日公開　第1作
- キャスト
  - 梅宮辰夫	(神坂弘)
  - 谷隼人	(タニー)
  - 大原麗子	(お豊)
  - 克美しげる	(ランキング)
  - 夏珠美	(榊龍子)
  - 南原宏治	(河本五郎)
  - 石山健二郎	(榊清之助)
  - 左とん平	(ニギリ松)
  - 渡辺文雄	(大江徳道)
  - 藤村有弘	(中年男)
  - 沢たまき	(梨枝)
  - 応蘭芳	(君代)
  - 泉京子	(民子)
  - 桑原幸子	(ナオミ)
  - 藤江リカ	(直子)
  - 辰巳典子	(里子)
  - 室田日出男	(染谷)
  - 佐藤晟也	(ナポレオン)
  - 小林稔侍	(和夫)
  - 城アキラ	(ジュン)
  - 永井秀明	(桜井)
  - 植田灯孝	(谷崎)
  - 保高正信	(イサム)
  - 小野川公三郎	(ロクオン)
  - 日尾孝司	(ヤマ)
  - 篠恵輔
  - 土山登士幸	(牧野)
  - 岡野耕作	(刑事)
  - 片山滉	(谷川)
  - 木川哲也	(社員)
  - 三重街恒二、山之内修	(大江興業黒背広)
  - 桐島好夫	(若い衆)
  - 渡辺元彦	(大江興業黒背広)
  - 小川幸助	(若い衆)
  - 大月清子	(真弓)
  - 水城一狼	(組員)
  - 穂積明	(社員)
  - 中村てるみ	(礼子)
  - 真木亜沙子	(オールドミス)
  - 丹波哲郎	(柴田刑事)
  - 以下ノンクレジット
  - 山浦栄、水原仗二	(社員)
  - 高月忠、畑中猛重、青木卓司	(組員)
- スタッフ
  - 監督	野田幸男
  - 企画	吉田達、矢部恒
  - 脚本	松本功、山本英明
  - 撮影	山沢義一
  - 音楽	八木正生
  - 助監督	内藤誠

### 不良番長 猪の鹿お蝶
『不良番長 猪の鹿お蝶』
1969年1月18日 公開　第2作
- キャスト
  - 梅宮辰夫	(神坂弘)
  - 谷隼人	        (タニー)
  - 克美しげる      (赤沢五郎)
  - 菅原文太   (八代)
  - 宮園純子	(猪の鹿お蝶)
  - 夏珠美          (ユキ)
  - 賀川雪絵	(ナナ)
  - 橘ますみ
  - 水島道太郎	(小日向)
  - 曽根晴美	(福田)
  - 左とん平	(バッチリ)
  - 由利徹	(周)
  - 河津清三郎	(大場)
  - 千葉真一	(藤木光男)
- スタッフ
  - 監督	野田幸男
  - 企画	吉田達、矢部恒
  - 原作	凡天太郎
  - 脚本	松本功、山本英明
  - 撮影	山沢義一
  - 美術	江野慎一
  - 音楽	八木正生
  - 助監督	山口和彦

### 不良番長 練鑑ブルース
『不良番長 練鑑ブルース』
1969年6月14日 公開　第3作
- キャスト
  - 梅宮辰夫	(神坂弘)
  - 谷隼人          (タニー)
  - 鈴木やすし	(石松)
  - 夏圭子	(白川小夜子)
  - 桑原幸子
  - 夏珠美          (ミキ)
  - 由利徹
  - 正司照江・正司花江
  - 笹一平　   (イッペイ)
  - 笹八平	(ヤッペイ)
  - 茶川一郎
  - 中田博久	(梶木征一)
  - 曽根晴美
  - 永山一夫 　(石津)
  - 内田朝雄	(川島)
  - 渡辺文雄	(藤原)
  - 菅原文太	(重光)
- スタッフ
  - 監督	野田幸男
  - 企画	吉田達、矢部恒
  - 脚本	松本功、山本英明
  - 撮影	星島一郎
  - 音楽	八木正生
  - 助監督	伊藤俊也

### 不良番長 送り狼
『不良番長 送り狼』
1969年7月31日 公開　第4作
- キャスト
  - 梅宮辰夫	(神坂弘)
  - 谷隼人          (タニー)
  - 山城新伍	(五郎)
  - 鈴木やすし	(ダッペ)
  - 小松政夫
  - 赤座美代子	(大森佳子)
  - 夏珠美          (ユキ)
  - 春川ますみ
  - 三原葉子
  - 丹下キヨ子	(大森アイ)
  - 由利徹
  - 大辻伺郎
  - 左とん平
  - 上田吉二郎
  - 安部徹	(川島)
  - 菅原文太	(西条)
- スタッフ
  - 監督	内藤誠
  - 企画	吉田達、矢部恒
  - 脚本	松本功、山本英明
  - 撮影	星島一郎
  - 音楽	八木正生
  - 助監督	三堀篤

### 不良番長 どぶ鼠作戦
『不良番長 どぶ鼠作戦』
1969年10月15日 公開　第5作
- キャスト
  - 梅宮辰夫	(神坂弘)
  - 谷隼人          (タニー)
  - 山城新伍	(猪叉大八)
  - 鈴木やすし	(ジャブ)
  - 葉山良二	(峰)
  - 賀川雪絵	(ミエコ)
  - 南弘子	(山高桜子)
  - 笠置シヅ子	(大森アイ)
  - 由利徹
  - 京唄子・鳳啓助
  - 中田ダイマル・中田ラケット
- スタッフ
  - 監督	野田幸男
  - 企画	吉田達、矢部恒
  - 脚本	松本功、山本英明
  - 撮影	星島一郎
  - 音楽	八木正生
  - 助監督	岡本明久

### 不良番長 王手飛車
『不良番長 王手飛車』
1970年1月9日 公開　第6作
- キャスト
  - 梅宮辰夫	(神坂弘)
  - 谷隼人          (タニー)
  - 山城新伍	(桜井保)
  - 鈴木やすし      (ジャブ)
  - 神太郎   　(ダンプ)
  - 菅原文太	(滝川)
  - 夏珠美          (ヨーコ)
  - 渡辺文雄	(大門)
  - 由利徹
  - 安部徹          (大崎)
  - 長沢純	(バイキング)
  - 榊原史子	(飯塚アキコ)
- スタッフ
  - 監督	内藤誠
  - 企画	吉田達、矢部恒
  - 脚本	松本功、山本英明
  - 撮影	星島一郎
  - 音楽	八木正生
  - 助監督	伊藤俊也

### 不良番長 一攫千金
『不良番長 一攫千金』
1970年4月18日 公開　第7作
- キャスト
  - 梅宮辰夫	(神坂弘)
  - 谷隼人          (タニー)
  - 山城新伍	(五郎)
  - 鈴木やすし	(ジャブ)
  - 大信田礼子	(桃代)
  - 夏珠美          (ブランコ)
  - 八代万智子
  - 和田アキ子	(煙突のアキ)
  - 田中春男 (生活)
  - 大泉滉
  - 由利徹
  - 須賀不二男
  - 佐々木孝丸	(酒井)
  - 富田仲次郎	(緑川)
  - 山本麟一	(三浦)
  - 菅原文太	(トシ)
- スタッフ
  - 監督	野田幸男
  - 企画	吉田達、矢部恒
  - 脚本	松本功、山本英明
  - 撮影	飯村雅彦
  - 音楽	八木正生
  - 助監督	深町秀照

### 不良番長 出たとこ勝負
『不良番長 出たとこ勝負』
1970年8月1日 公開　第8作
- キャスト
  - 梅宮辰夫	(神坂弘)
  - 谷隼人	        (タニー)
  - 山城新伍	(五郎)
  - 鈴木やすし	(ジャブ)
  - 夏珠美	（おたま）
  - 大信田礼子	(尾高銀子)
  - 渡瀬恒彦	(噂のジョー)
  - 鈴木やすし	(ジャブ)
  - 待田京介	(テル)
  - 安岡力也	(アパッチ)
  - 小松方正	(黒柳)
  - 安部徹	        (大滝)
  - 大泉滉
  - 由利徹
- スタッフ
  - 監督	内藤誠
  - 企画	吉田達、矢部恒
  - 脚本	松本功、山本英明
  - 撮影	中島芳男
  - 音楽	八木正生
  - 助監督	小平裕

### 不良番長 暴走バギー団
『不良番長 暴走バギー団』
1970年10月29日 公開　第9作
- キャスト
  - 梅宮辰夫              (神坂弘)
  - 谷隼人                (タニー)
  - 山城新伍              (五郎)
  - 鈴木やすし            (ジャブ)
  - 植田峻　(サミー)
  - カルーセル麻紀   (おまき)
  - 菅原文太              (カツ)
  - 砂塚秀夫        (アパッチ)
  - 玉川良一
  - 三原葉子              (二階堂夫人)
  - 園佳也子
  - 由利徹
- スタッフ
  - 監督	内藤誠
  - 企画	吉田達、矢部恒
  - 脚本	松本功、山本英明
  - 撮影	山沢義一
  - 音楽	河辺公一
  - 助監督	岡本明久

### 不良番長 口から出まかせ
『不良番長 口から出まかせ』
1970年12月30日 公開　第10作
- キャスト
  - 梅宮辰夫            (神坂弘)
  - 山城新伍            (五郎)
  - 大信田礼子          (マリコ)
  - 安岡力也            (アパッチ)
  - 宮内洋        (タカシ)
  - 小林千枝	       (アユコ)
  - 時美沙        (ワカメ)
  - 曽根晴美            (テツ)
  - 由利徹
  - 南利明
  - 芦屋小雁
  - 芦屋雁平
  - 上田吉二郎
  - ルーキー新一   (ジャブ)
  - 若水ヤエ子
  - 安部徹              (江藤製薬会長)
  - 清川虹子       (八ツ浜村村長)
  - 菅原文太            (カツ)
- スタッフ
  - 監督	野田幸男
  - 企画	吉田達
  - 脚本	松本功、山本英明
  - 撮影	稲田喜一
  - 音楽	八木正生
  - 助監督	三堀篤

### 不良番長 やらずぶったくり
『不良番長 やらずぶったくり』
1971年7月31日 公開　第11作
- キャスト
  - 梅宮辰夫	(神坂弘)
  - 山城新伍	(五郎)
  - 渡瀬恒彦	(カツ)
  - 一の瀬レナ	(みどり)
  - 渡辺やよい	(鮎子)
  - 由利徹
  - 玉川良一	(紳士)
  - 中村是好
  - 大泉滉
  - 潮健児	(ジャブ)
  - 南利明
  - 芦屋小雁
  - 正司敏江・正司玲児
  - 花紀京
  - 岡八郎	(警官)
  - 小林千枝	(ソープ嬢)
  - 三原葉子
  - 丹下キヨ子	(中将夫人)
  - 若水ヤエ子	(女社長)
  - 諸角啓二郎
  - 安岡力也
  - 天津敏	(榊)
  - 菅原文太	(信次)
- スタッフ
  - 監督	野田幸男
  - 企画	矢部恒
  - 脚本	松本功、山本英明
  - 撮影	稲田喜一
  - 音楽	八木正生
  - 助監督	岡本明久

### 不良番長 手八丁口八丁
『不良番長 手八丁口八丁』
1971年9月18日 公開　第12作
- キャスト
  - 梅宮辰夫              (神坂弘)
  - 山城新伍              (明智大五郎)
  - ピーター
  - 大原麗子              (立花夏子)
  - フラワー・メグ   (ヨーコ)
  - 鈴木やすし            (ジャブ)
  - 地井武男        (サッポロ)
  - 安岡力也              (アパッチ)
  - 室田日出男
  - 松原光二
  - 浜かおる        (色川マヤ)
  - 松井康子
  - 園佳也子
  - 丹下キヨ子
  - 由利徹                (バイク屋)
  - 玉川良一              (神主)
  - 大泉滉
  - 安部徹                (大滝)
  - 待田京介              (栄次)
- スタッフ
  - 監督	内藤誠
  - 企画	吉田達
  - 脚本	松本功、山本英明
  - 撮影	山沢義一
  - 音楽	玉木宏樹
  - 助監督	三堀篤

### 不良番長 突撃一番
『不良番長 突撃一番』
1971年12月29日 公開　第13作
- キャスト
  - 梅宮辰夫	(神坂弘)
  - 山城新伍	(石松)
  - 夏純子          (小川花子)
  - 小林千枝	(マユミ)
  - 鈴木やすし	(ジャブ)
  - 安岡力也	(アパッチ)
  - 藤江リカ
  - 一の瀬レナ
  - 地井武男	(モグラ)
  - 佐山俊二
  - 大泉滉          (西山)
  - 花田達	(塚本)
  - 関山耕司	(都田)
  - 潮健児
  - 諸角啓二郎
  - 安部徹          (寺沢)
  - 藤原釜足	(小川徳之助)
  - 藤村有弘
  - 丹下キヨ子
  - 左とん平
  - 渡瀬恒彦	(カツ)
- スタッフ
  - 監督	野田幸男
  - 企画	吉田達
  - 脚本	松本功、山本英明
  - 撮影	稲田喜一
  - 音楽	八木正生
  - 助監督	三堀篤

### 不良番長 のら犬機動隊
『不良番長 のら犬機動隊』
1972年4月26日 公開　第14作
- キャスト
  - 梅宮辰夫	(神坂弘)
  - 山城新伍	(西城茂)
  - 峰岸隆之介	(ゼニ)
  - 藤竜也	(サブ)
  - 八並映子	(ガリ)
  - 池玲子	(圭子)
  - 久保浩	(ギター)
  - 安岡力也	(コーラ)
  - 植田峻　	(三回戦)
  - 誠直也	(バクダン)
  - 岡崎徹	(ゴーカン)
  - 中田博久	(フーテン政)
  - 渡辺やよい	(青葉ルリ子)
  - 小林千枝	(トモコ)
  - 安部徹          (大場)
  - 今井健二	(沢田)
  - 深江章喜	(市丸)
  - 八名信夫　　(木島)
  - 内田良平	(加納栄造)
- スタッフ
  - 監督	野田幸男
  - 企画	吉田達
  - 脚本	松本功、山本英明
  - 撮影	稲田喜一
  - 音楽	八木正生
  - 助監督	三堀篤

### 不良番長 一網打尽
『不良番長 一網打尽』
1972年9月14日 公開　第15作
- キャスト
  - 梅宮辰夫 (神坂弘)
  - 山城新伍 (五郎)
  - ひし美ゆり子	(ヨーコ)
  - 真理アンヌ	(真弓)
  - 安岡力也 (アパッチ)
  - 久保浩 (シック)
  - 鈴木やすし (ジャブ)
  - 室田日出男 (西島)
  - 堀田真三 (河合)
  - 八名信夫 (三木)
  - 誠直也 (サブ)
  - 大下哲矢
  - 花田達 (安田)
  - 内田朝雄	(大滝栄之助)
  - 京唄子・鳳啓助 (声楽家)
  - 大泉滉          (酔客)
  - 由利徹          (牧師)
  - 福富太郎	(キャバレー太郎)
  - 藤竜也          (力石一)
  - 渡瀬恒彦	(新郎)
- スタッフ
  - 監督	野田幸男
  - 企画	吉田達
  - 脚本	松本功、山本英明
  - 撮影	山沢義一
  - 音楽	八木正生
  - 助監督	小平裕

### 不良番長 骨までしゃぶれ
『不良番長 骨までしゃぶれ』
1972年12月2日 公開　第16作
- キャスト
  - 梅宮辰夫	（神坂弘）
  - 山城新伍	（天草五郎）
  - ひし美ゆり子	（虎尾月子）
  - 太田美鈴	（北川奈美）
  - 藤山律子	（バンビ）
  - 安岡力也	（キック）
  - 久保浩         （ロック）
  - 鈴木やすし	（サック）
  - 渡辺文雄	（大竹東一郎）
  - 花田達	（原）
  - 八名信夫	（高田）
  - 中田博久	（秋葉）
  - 花田達　　　　　（原）
  - 団巌	（記者）
  - 由利徹         （虎尾太郎左衛門）
  - 大泉滉          （新郎）
  - 谷本小夜子	（女中）
  - 丹下キヨ子	（新婦）
  - 小林千枝	（先生）
  - 植田灯孝	（土地の親分）
  - 藤竜也         （虎尾鉄男）
- スタッフ
  - 監督	野田幸男
  - 企画	吉田達
  - 脚本	松本功、山本英明
  - 撮影	山沢義一
  - 音楽	八木正生
  - 助監督	福湯通夫

### 極道VS不良番長
『極道VS不良番長』
1974年 公開　第17作(不良番長シリーズ)、第11作(極道シリーズ)
- キャスト
  - 若山富三郎	（島村清吉）
  - 大木実	（大勝）
  - ジュディ・オング	（小林みちる）
  - 美浦わか	（君原道代）
  - 嵐まこと	（君原鉄男）
  - 長谷川弘	（ドヤ政）
  - 友金敏雄	（通天閣）
  - 小林勝彦	（源五郎）
  - 関山耕司	（白）
  - 広瀬義宣	（ちん平）
  - 橘麻紀	（テンコ）
  - 森田日記	（モンロー）
  - 久保浩	（ドラゴン）
  - 内田朝雄	（石黒銀蔵）
  - 名和宏	（岸本辰夫）
  - 宮城幸生	（岩田）
  - 楠本健二	（大沼）
  - 岩尾正隆	（梶浦）
  - 木谷邦臣	（藤田）
  - 川谷拓三	（サブ）
  - 北川俊夫	（ヒデ）
  - 富川晶宏	（良夫）
  - 渡瀬恒彦	（神坂謙次）
  - 山城新伍	（五郎）
  - 梅宮辰夫	（神坂弘）
  - 白石襄
  - 青木敏夫
  - 安岡力也
  - 鈴木やすし
- スタッフ
  - 監督	山下耕作
  - 企画	松平乗道
  - 脚本	高田宏治、志村正浩
  - 撮影	古谷伸
  - 音楽	八木正生
  - 助監督	牧口雄二

## 音楽
主題歌
- 不良番長 練鑑ブルース
  - 『番長ブルース』作詞：もず唱平、作曲者不詳、編曲：島豊
- 不良番長 どぶ鼠作戦
  - 『番長シャロック』作詞：大町志郎、作曲：島豊
  - 『番長新宿仁義』作詞：志賀大介、作曲：島豊、編曲：池田孝
  - 『番長数え唄』作詞：志賀大介、作曲：島豊、編曲：池田孝
  - 『男・番長流れ星』作詞：志賀大介、作曲：山室敏夫、編曲：山倉たかし
- 極道VS不良番長
  - 『全極連ブルース』作詞：志賀大介、作編曲:島豊

挿入歌
- 『ダイナマイトロック』作詞：志賀大介、作編曲：島豊
- 『ウッシッシ節』作詞：志賀大介、作曲：島豊、編曲：上野正雄

『全極連ブルース』は若山富三郎、それ以外は梅宮辰夫歌唱。要注意歌謡曲指定制度において『番長数え唄』は放送禁止となるAランク、『番長ブルース』は旋律は使用可能なBランク指定を制度が1988年に失効するまで受け続けた。